# КОБРА
«КОБРА», или «КоБрА» (COBRA) — европейское авангардистское движение, активное в 1949—1952 годах. Название было придумано в 1948 году Кристианом Дотремоном (Christian Dotremont) по первым буквам столиц родных стран участников движения: Копенгаген (Ко — Co), Брюссель (Бр — Br), Амстердам (А — A).

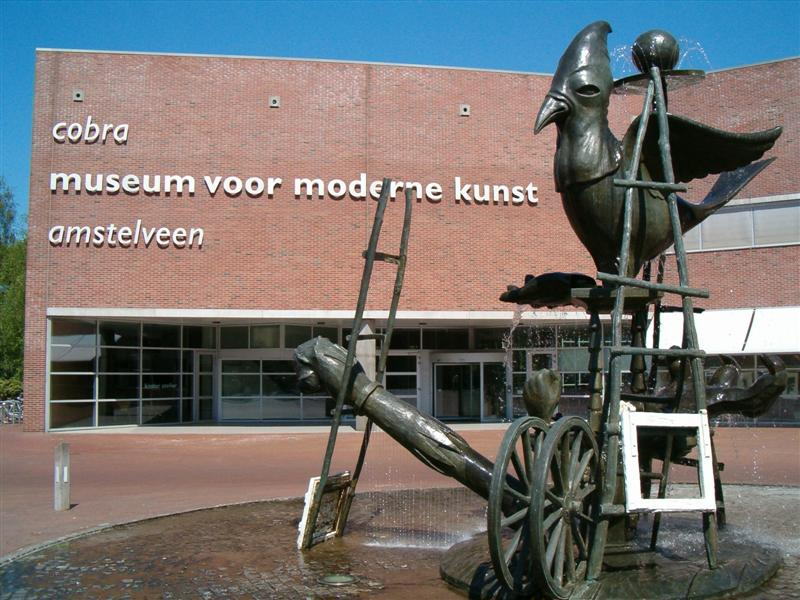
Музей группы КОБРА в Амстелвене

«КОБРА» была образована слиянием голландской группы «Рефлекс» (Reflex), датской группы «Хёст» (Høst) и Бельгийской революционной сюрреалистической группы. «КОБРА» провела две большие выставки: в музее Stedelijk в Амстердаме (1949) и во Дворце изящных искусств (Palais des Beaux-Arts) в Льеже (1951). Художникам из группы «КОБРА» присущи полуабстрактные полотна с яркими цветами, искажённые человеческие фигуры, вдохновлённые первобытным и народным искусством. Художники также брали за основу детский рисунок, скандинавскую мифологию. Они пытались выработать абстрактный язык форм, который мог бы в большей степени, чем сюрреализм, выражать бессознательное. «КОБРА» сыграла значительную роль в развитии ташизма и европейского абстрактного экспрессионизма. Группа также оказала влияние на европейскую социальную и политическую жизнь, развивая критику современного ей общества холодной войны. Международное движение за имажинистский Баухаус, отколовшееся от КОБРы, стало ступенью к развитию ситуационистского движения.

## Представители
- Алешинский, Пьер (род. 1927)
- Else Alfelt (1910—1974)
- Аппель, Карел (1921—2006)
- Jean-Michel Atlan (1913—1960)
- Ejler Bille (1910—2004)
- Эжен Брандс (Eugene Brands, 1913—2002)
- Pol Bury (1922—2005)
- Оливье Стребель (1927-2017)
- Jacques Calonne (род. 1930)
- Клаус, Хьюго (1929—2008)
- Констант Нивенхейс (Constant Nieuwenhuys, 1920—2005)
- Корнейль (Гильом Корнелис ван Беверлоо) (1922-2010)
- Christian Dotremont (1922—1979)
- Jacques Doucet (род. 1924)
- Lotti van der Gaag (1923—1999)
- William Gear (1915—1997)
- Stephen Gilbert (1910—2007)
- Svavar Guðnason (1909—1988)
- Хенри Хееруп (Henry Heerup, 1907—1993)
- Egill Jacobsen (1910—1998)
- Роберт Якобсен (Robert Jacobsen 1912—1993)
- Edouard Jaguer (1924—2006)
- Йорн, Асгер (1914—1973)
- Aart Kemink (1914—2006)
- Люсеберт (1924—1994)
- Jørgen Nash (1920—2004)
- Joseph Noiret (1927—2012)
- Jan Nieuwenhuys (1922—1986)
- Erik Ortvad (род. 1917)
- Andrea de la Devix
- Pieter Ouborg (1893—1956)
- Педерсен, Карл-Хеннинг (1913—2007)
- Anton Rooskens (1906—1976)
- Юбак, Рауль (1910—1985)
- Theo Wolvecamp (1925—1992)

## Наследие
В Амстельвеене (Нидерланды) находится музей КОБРы, где выставлены работы Карела Аппеля и других представителей авангарда.
3 апреля 2006 года в Копенгагене прошёл аукцион, посвящённый работам движения «КОБРА». Он собрал 30 млн крон — самую большую аукционную прибыль в Дании. Работы художников группы также представлены в коллекции «Новой национальной галереи» в Берлине.